# Глубокое (озеро, Красноярский край)
Глубо́кое (Омук-Кюель, Омук-Кюёль) — крупное пресноводное озеро в Красноярском крае, приблизительно в 65 километрах восточнее Норильска. Расположено в широкой котловине между западными отрогами плато Путорана. В северо-западной части вытекает река Глубокая (Диринг-Юрях), которая впадает в озеро Мелкое. Площадь озера 143 км², водосборная площадь 4400 км². Высота над уровнем моря — 49 м.